# París-Roubaix femenina
La París-Roubaix femenina (oficialmente y en francés: Paris-Roubaix Femmes) es una carrera profesional femenina de ciclismo en ruta de un día que se disputa anualmente el segundo domingo de abril en la región de Alta Francia hasta el velódromo de Roubaix en Francia. Es la versión femenina de la carrera del mismo nombre y se celebra al igual que su homónima durante la primavera europea.
La carrera forma parte del UCI WorldTour Femenino, calendario ciclístico femenino de máximo nivel mundial dentro de la categoría 1.WWT.
Está organizado por Amaury Sport Organisation (ASO) y su primera edición femenina estaba programada para iniciarse en el año 2020, pero debido a la declaratoria de estado de alerta máxima por el incremento de casos de COVID-19 en Francia, la carrera fue cancelada para esta edición.
El recorrido suele ser más corto que su homónima masculina, con similares características incluyendo sectores de pavé y finalizando en el velódromo de Roubaix.

## Palmarés
| Año  | Ganador                | Segundo          | Tercero              |
| ---- | ---------------------- | ---------------- | -------------------- |
| 2021 | Lizzie Deignan         | Marianne Vos     | Elisa Longo Borghini |
| 2022 | Elisa Longo Borghini   | Lotte Kopecky    | Lucinda Brand        |
| 2023 | Alison Jackson         | Katia Ragusa     | Marthe Truyen        |
| 2024 | Lotte Kopecky          | Elisa Balsamo    | Pfeiffer Georgi      |
| 2025 | Pauline Ferrand-Prévot | Letizia Borghesi | Lorena Wiebes        |

## Palmarés por países
| País        | Victorias |
| ----------- | --------- |
| Reino Unido | 1         |
| Italia      | 1         |
| Canadá      | 1         |
| Bélgica     | 1         |
| Francia     | 1         |